# 자바 트랜잭션 서비스
자바 트랜잭션 서비스(Java Transaction Service, JTS)는 자바 트랜잭션 API를 사용하는 트랜잭션 관리자의 구현체이다. CORBA 아키텍처를 기반으로 하며 여러 JTS간의 트랜잭션은 IIOP라는 CORBA 프로토콜을 사용한다. Java EE기반 웹 애플리케이션 서버는 JTS 구현하고 있다. 

## 버전의 역사
| JTS version | 발표 | 자바 플랫폼 | 중요한 변화 |
| ----------- | ---- | ----------- | ----------- |
| JTS 1.0     |      | Java EE 5   |             |